# 반직선 유군
유체론에서 반직선 유군(半直線類群, 영어: ray class group)은 임의의 모듈러스에 대한, 아이디얼 유군의 일반화이다. 대수적 수체의 아벨 확대에서의 분기화 현상을 나타낸다.

## 정의
대수적 수체 {\displaystyle K} 위의 모듈러스 {\displaystyle {\mathfrak {m}}}이 주어졌다고 하자. {\displaystyle K}의 {\displaystyle {\mathfrak {m}}}에 대한 반직선(영어: ray)은
{\displaystyle K_{{\mathfrak {m}},1}=\{a\in K^{\times }\colon a\equiv 1{\pmod {\mathfrak {m}}}\}}
이다. 이는 곱셈에 대하여 아벨 군을 이룬다.
{\displaystyle I^{\mathfrak {m}}}이 {\displaystyle {\mathfrak {m}}}과 서로소인 소 아이디얼들로 생성되는 분수 아이디얼들의 아벨 군이라고 하자. 즉,
{\displaystyle {\mathfrak {a}}/{\mathfrak {b}}\qquad ({\mathfrak {p}}\mid {\mathfrak {m}}\implies {\mathfrak {p}}\nmid {\mathfrak {a}},{\mathfrak {b}})}
의 꼴의 분수 아이디얼들로 구성된 아벨 군이다. 주 아이디얼 사상 {\displaystyle i\colon a\mapsto (a)}은 군 준동형
{\displaystyle i\colon K_{{\mathfrak {m}},1}\to I^{\mathfrak {m}}}
을 정의한다. {\displaystyle K}의 {\displaystyle M}에 대한 반직선 유군은 몫군
{\displaystyle \operatorname {Cl} {\mathcal {o}}_{\mathfrak {m}}=I^{\mathfrak {m}}/i(K_{\mathfrak {m}})}
이며, 반직선류(半直線類, 영어: ray class)는 반직선 유군의 원소이다.

## 이델 유군과의 관계
대수적 수체 {\displaystyle K} 및 그 모듈러스 {\displaystyle {\mathfrak {m}}}에 대하여, 이델 군 {\displaystyle \mathbb {A} _{K}^{\times }}의 다음과 같은 부분군을 생각하자.
{\displaystyle U_{\mathfrak {m}}=\prod _{p}U_{p}}
여기서
- {\displaystyle p}가 복소 자리라면, {\displaystyle U_{p}=\mathbb {C} ^{\times }}
- {\displaystyle p}가 실수 자리이며 {\displaystyle p\in {\mathfrak {m}}_{\infty }}라면, {\displaystyle U_{p}=\mathbb {R} ^{+}}
- {\displaystyle p}가 실수 자리이며 {\displaystyle p\not \in {\mathfrak {m}}_{\infty }}라면, {\displaystyle U_{p}=\mathbb {R} ^{\times }}
- {\displaystyle p}가 유한 자리이며 {\displaystyle p\nmid {\mathfrak {m}}_{0}}라면, {\displaystyle U_{p}={\mathcal {o}}_{K_{p}}^{\times }} ({\displaystyle K_{p}}는 {\displaystyle K}의 {\displaystyle p}에서의 완비화)
- {\displaystyle p}가 유한 자리이며 {\displaystyle p^{n}\mid {\mathfrak {m}}_{0}}이지만 {\displaystyle p^{n+1}\nmid {\mathfrak {m}}_{0}}라면, {\displaystyle U_{p}=1+{\mathfrak {p}}^{n}\subset {\mathcal {o}}_{K_{p}}^{\times }} ({\displaystyle {\mathfrak {p}}}는 이산 값매김환 {\displaystyle {\mathcal {o}}_{K_{p}}}의 유일한 극대 아이디얼)

이델 유군 {\displaystyle C_{K}}는 대각 사상 {\displaystyle i\colon K^{\times }\hookrightarrow \mathbb {A} _{K}^{\times }}의 상에 대한 몫군 {\displaystyle C_{K}=\mathbb {A} _{K}^{\times }/i(K^{\times })}인데, {\displaystyle U_{\mathfrak {m}}'=i(U_{\mathfrak {m}})}이라고 하자. 그렇다면, 다음과 같은 표준적인 군 동형이 존재한다.
{\displaystyle \operatorname {Cl} _{\mathfrak {m}}{\mathcal {o}}_{K}\cong C_{K}/U_{\mathfrak {m}}'}

## 예
대수적 수체 {\displaystyle K}에 대하여, 자명한 모듈러스 {\displaystyle {\mathfrak {m}}=1}에 대한 반직선류군은 아이디얼 유군 {\displaystyle \operatorname {Cl} {\mathcal {o}}_{K}}이다.
유리수체 {\displaystyle \mathbb {Q} } 및 양의 정수 {\displaystyle m}에 대하여, 유한 모듈러스 {\displaystyle (m)}에 대한 반직선류군은 가역원군의 몫군
{\displaystyle \operatorname {Cl} _{(m)}\mathbb {Z} \cong (\mathbb {Z} /(m))^{\times }/\{\pm 1\}}
이며, 모듈러스 {\displaystyle (m)\infty }에 대한 반직선류군은 가역원군
{\displaystyle \operatorname {Cl} _{(m)\infty }\mathbb {Z} \cong (\mathbb {Z} /(m))^{\times }}
이다.

## 참고 문헌
- Cohn, Harvey (1985). 《Introduction to the construction of class fields》. Cambridge studies in advanced mathematics (영어) 6. Cambridge University Press. ISBN 978-0-521-24762-7.

## 같이 보기
- 모듈러스 (수론)
- 아이디얼 유군
- 이델 유군